# Росташи (Пензенская область)
Росташи — упразднённая деревня в Башмаковском районе Пензенской области. Входила в состав Алексеевского сельсовета. Ликвидирована в 2001 г.

## География
Располагалась в 5 км к юго-востоку от центра сельсовета села Алексеевка.

## История
Основана в 1-й половине XIX века на землях графа А. К. Разумовского. Входила в состав Алексеевской волости Чембарского уезда Тамбовской губернии. После революции Алексеевского сельсовета. В разные годы в деревне действовали колхоз имени Сталина, затем отделение совхоза совхоз «Никульевский». Опустела в начале 1990-х годов.

## Население
Динамика численности населения села:
| Год             | 1864 | 1877 | 1896 | 1911 | 1926 | 1930 | 1959 | 1979 | 1989 |
| --------------- | ---- | ---- | ---- | ---- | ---- | ---- | ---- | ---- | ---- |
| Население, чел. | 532  | 829  | 736  | 885  | 1080 | 1125 | 472  | 177  | 27   |